# Carl Alexander Hård
Carl Alexander Hård, född 4 juni 1768 och död 30 april 1840, var en svensk militär och konstdonator.
Carl Alexander Hård föddes på Jällsta i Viksta socken som son till kaptenen vid Upplands regemente Alexander Magnus Hård af Segerstad och hans hustru Eva Ulrika Leijel. Han växte upp på Jällsta, men lät sig tidigt inskrivas som officer vid Upplands regemente. Fadern dog 1786 och i samband med dennes död såldes Jällsta och familjen flyttade till sitt andra gods, Vallby i Ärentuna socken. Vid krigsutbrottet var Hård Löjtnant, och han deltog med Upplands regemente i belägringen av Fredrikshanm 1788, anfallet mot Abborrfors, Suttula och Högforspassen, slaget vid Svensksund 1789, striden vid Rautazi, utbrytningen vid Björkösund och andra slaget vid Svensksund. Hård tilldelades under kriget Svensksundsmedaljen i guld.
Redan kort efter sin återkomst från kriget började Hård sitt tavelsamlande. Familjen ägde även en villa i Uppsala på Sankt Olofsgatan, och sedan hans svåger Gustaf Olof Lagerbring övertagit Vallby flyttade Hård hit. Våren 1791 var han kommenderad att med delar av regementet delta i byggnationen av orangeribyggnaden i Uppsala. 1793 deltog regementet i parader och vakthållning i samband med firandet av Uppsala mötes 200-årsjubileum.
Året efter krigsutbrottet 1806 kommenderades Hård, nu som major, till Pommern att delta i striderna mot Napoleon I. Den 14 juli sårades han i foten under striden vid Voigdehagen, en kula som blev kvar i foten under resten av hans liv. Han nödgades därefter att återvända till Sverige. 1808 sedan Danmark förklarat krig deltog han med en mindre trupp i intagandet av Liers skans. Den 5 maj 1808 blev han riddare av svärdsordens stora kors. 1809 beordrades han som överadjutant vid kustarmén till Västerbotten och bevistade som förpostchef striderna vid Sävar och Ratan. 1810 blev han överstelöjtnant i armén.
1813 blev Hård överstelöjtnant vid Upplands regemente och kommenderades som dess befälhavare till Tyskland, där han anförde det vid Grossbeeren, Dennewitz och Leipzig. Tre dagar efter slaget vid Leipzig utnämndes han till överste. Han anförde därefter regementet under kampanjen i Holstein.
1816 utnämndes han till Upplands regementes chef och blev senare generalmajor och chef för 9:e infanteribrigaden. 1829 blev han kommendör av Svärdsordens stora kors. Hård hade 1824 flyttat till Sysslomansgatan 5, det hus där senare Ofvandahls konditori skulle inrymmas. Hans morbror Carl Leijel hade avlidit 1817, och till Hård testamenterat nyttjanderätten av Fleränge gård, inte långt från Älvkarleby. Här vistades Hård långa tider och här förvarades stora delar av hans tavelsamling.
Hård var ogift och utan barn, och 1834 bestämde han i ett testamente att alla hans samlade tavlor skulle tillfalla Uppsala universitetsbibliotek. Han är begravd på Uppsala gamla kyrkogård.